# 迈克·奥斯汀
迈克·奥斯汀（英語：Mike Austin，1943年8月26日—），美国男子游泳运动员。他曾代表美国参加1964年夏季奥林匹克运动会游泳比赛，获得男子4×100米自由泳接力金牌。